# قطعنامه ۶۶۲ شورای امنیت
قطعنامه ۶۶۲ شورای امنیت سازمان ملل متحد که در تاریخ ۰۹ اوت ۱۹۹۰ تصویب شد، سندی بین‌المللی دربارهٔ عراق-کویت است. این قطعنامه طی نشست ۲۹۳۴ام با ۱۵ رای موافق، ۰ مخالف و ۰ ممتنع تصویب شد.